# Indy Racing League 2000
Indy Racing League 2000 – był piątym sezonem w amerykańskiej serii wyścigowej IRL, który trwał od 29 stycznia do 15 października. W sezonie rozegrano 9 wyścigów. Zwyciężył Amerykanin – Buddy Lazier.

## Kalendarz
| Runda | Wyścig                   | Data            | Tor                              | Pole Position  | Najszybsze okr. | Najdłużej na prowadzeniu | Zwycięzca          |
| ----- | ------------------------ | --------------- | -------------------------------- | -------------- | --------------- | ------------------------ | ------------------ |
| 1     | Delphi Indy 200          | 29 stycznia     | Walt Disney World Speedway       | Greg Ray       | Mark Dismore    | Robbie Buhl              | Robbie Buhl        |
| 2     | MCI WorldCom Indy 200    | 19 marca        | Phoenix International Raceway    | Greg Ray       | Tyce Carlson    | Scott Sharp              | Buddy Lazier       |
| 3     | Vegas Indy 300           | 22 kwietnia     | Las Vegas Motor Speedway         | Mark Dismore   | Mark Dismore    | Mark Dismore             | Al Unser Jr.       |
| 4     | 84th Indianapolis 500    | 28 maja         | Indianapolis Motor Speedway      | Greg Ray       | Buddy Lazier    | Juan Pablo Montoya       | Juan Pablo Montoya |
| 5     | Casino Magic 500         | 11 czerwca      | Texas Motor Speedway             | Buddy Lazier   | Eddie Cheever   | Al Unser Jr.             | Scott Sharp        |
| 6     | Radisson 200             | 18 czerwca      | Pikes Peak International Raceway | Greg Ray       | Buzz Calkins    | Scott Sharp              | Eddie Cheever      |
| 7     | Midas 500 Classic        | 15 lipca        | Atlanta Motor Speedway           | Greg Ray       | Donnie Beechler | Greg Ray                 | Greg Ray           |
| 8     | Belterra Resort Indy 300 | 27 sierpnia     | Kentucky Speedway                | Scott Goodyear | Buddy Lazier    | Scott Goodyear           | Buddy Lazier       |
| 9     | Excite 500               | 15 października | Texas Motor Speedway             | Greg Ray       | Jaques Lazier   | Al Unser Jr.             | Scott Goodyear     |

## Klasyfikacja
| Miejsce         | Kierowca              | Zespół                            | Podwozie          | Silnik            | Suma punktów | WDW | PHO | LVG | IND | TX1 | PIP | ATL | KEN | TX2 |
| --------------- | --------------------- | --------------------------------- | ----------------- | ----------------- | ------------ | --- | --- | --- | --- | --- | --- | --- | --- | --- |
| 1               | Buddy Lazier          | Hemelgarn Racing                  | Riley & Scott     | Oldsmobile Aurora | 290          | 40  | 50  | 8   |     |     |     |     |     |     |
| 1               | Buddy Lazier          | Hemelgarn Racing                  | Dallara           | Oldsmobile Aurora | 290          |     |     |     | 40  | 26  | 4   | 40  | 50  | 32  |
| 2               | Scott Goodyear        | Panther Racing                    | Dallara           | Oldsmobile Aurora | 272          | 32  | 40  | 18  | 22  | 30  | 14  | 19  | 45  | 52  |
| 3               | Eddie Cheever         | Team Cheever                      | Riley & Scott     | Nissan Infiniti   | 257          | 35  |     |     |     |     |     |     |     |     |
| 3               | Eddie Cheever         | Team Cheever                      | Dallara           | Nissan Infiniti   | 257          |     | 20  | 19  | 30  | 22  | 50  | 9   | 32  | 40  |
| 4               | Eliseo Salazar        | A.J. Foyt Enterprises             | G-Force           | Oldsmobile Aurora | 210          | 30  | 32  | 12  | 36  | 13  | 28  | 22  | 7   | 30  |
| 5               | Donnie Beechler       | Cahill Racing                     | Dallara           | Oldsmobile Aurora | 202          | 28  | 35  | 4   | 18  | 8   | 30  | 31  | 20  | 28  |
|                 | Mark Dismore          | Kelley Racing                     | Dallara           | Oldsmobile Aurora | 202          | 14  | 16  | 45  | 19  | 28  | 33  | 12  | 19  | 16  |
| 7               | Scott Sharp           | Kelley Racing                     | Dallara           | Oldsmobile Aurora | 196          | 15  | 33  | 4   | 20  | 50  | 37  | 14  | 6   | 17  |
| 8               | Robbie Buhl           | Dreyer & Reinbold Racing          | G-Force           | Oldsmobile Aurora | 190          | 52  | 26  | 30  | 4   |     |     |     |     |     |
| 8               | Robbie Buhl           | Dreyer & Reinbold Racing          | G-Force           | Nissan Infiniti   | 190          |     |     |     |     | 12  | 9   | 28  | 17  | 12  |
| 9               | Al Unser Jr.          | Galles Racing                     | G-Force           | Oldsmobile Aurora | 188          | 5   | 22  | 50  | 1   | 37  | 20  | 35  | 3   | 15  |
| 10              | Billy Boat            | Team Pelfrey                      | Dallara           | Oldsmobile Aurora | 181          | 22  | 28  | 26  |     | 7   | 12  | 24  | 12  | 35  |
| 10              | Billy Boat            | A.J. Foyt Enterprises             | G-Force           | Oldsmobile Aurora | 181          |     |     |     | 15  |     |     |     |     |     |
| 11              | Jeff Ward             | A.J. Foyt Enterprises             | G-Force           | Oldsmobile Aurora | 176          | 26  | 19  | 9   | 32  | 11  | 15  | 11  | 28  | 25  |
| 12              | Robby McGehee         | Treadway Racing                   | G-Force           | Oldsmobile Aurora | 174          | 20  | 6   | 28  | 9   | 40  | 17  | 32  | 16  | 6   |
| 13              | Greg Ray              | Team Menard                       | Dallara           | Oldsmobile Aurora | 172          | 13  | 14  | 24  | 4   | 15  | 13  | 55  | 27  | 7   |
| 14              | Stéphane Grégoire     | Dick Simon Racing                 | G-Force           | Oldsmobile Aurora | 171          | 12  | 24  | 2   | 24  | 19  | 24  | 26  | 30  | 10  |
| 15              | Buzz Calkins          | Bradley Motorsports               | Dallara           | Oldsmobile Aurora | 145          | 24  | 7   | 5   | 12  | 32  | 18  | 7   | 18  | 22  |
| 16              | Airton Daré           | TeamXtreme Racing                 | G-Force           | Oldsmobile Aurora | 142          | 19  | 8   | 16  | 5   | 20  | 40  | 5   | 11  | 18  |
| 17              | Jeret Schroeder       | Tri-Star Motorsports              | Dallara           | Oldsmobile Aurora | 136          | 11  | 18  | 32  | 16  | 9   | 26  | 6   | 4   | 14  |
| 18              | Sarah Fisher          | Walker Racing                     | Riley & Scott     | Oldsmobile Aurora | 124          | –   | 17  | 13  |     |     |     |     |     |     |
| 18              | Sarah Fisher          | Walker Racing                     | Dallara           | Oldsmobile Aurora | 124          |     |     |     | 1   | 18  | 5   | 16  | 35  | 19  |
|                 | Tyce Carlson          | Hubbard-Immke Racing              | Dallara           | Oldsmobile Aurora | 124          | 17  | 15  | 24  | –   | 17  | 19  | 17  | 8   | 7   |
| 20              | Jaques Lazier         | Truscelli Racing                  | G-Force           | Oldsmobile Aurora | 112          | 7   | –   | 20  | 17  | 16  | 22  | –   |     |     |
| 20              | Jaques Lazier         | Mid America Motorsports           | Dallara           | Oldsmobile Aurora | 112          |     |     |     |     |     |     |     | 10  |     |
| 20              | Jaques Lazier         | TeamXtreme Racing                 | G-Force           | Oldsmobile Aurora | 112          |     |     |     |     |     |     |     |     | 20  |
| 21              | Sam Hornish Jr.       | PDM Racing                        | G-Force           | Oldsmobile Aurora | 110          | 10  | 13  | 35  |     |     | 11  | –   |     |     |
| 21              | Sam Hornish Jr.       | PDM Racing                        | Dallara           | Oldsmobile Aurora | 110          |     |     |     | 6   | 10  |     |     | 22  | 3   |
| 22              | Shigeaki Hattori      | Treadway-Vertex Cunningham Racing | G-Force           | Oldsmobile Aurora | 109          | –   | –   | –   | –   | 24  | 13  | 22  | 24  | 26  |
| 23              | Davey Hamilton        | Sinden Racing                     | Dallara           | Oldsmobile Aurora | 98           | 4   |     |     |     |     |     |     |     |     |
| 23              | Davey Hamilton        | TeamXtreme Racing                 | G-Force           | Oldsmobile Aurora | 98           |     | 12  | 10  | 10  | 6   | 16  | 15  | 14  |     |
| 23              | Davey Hamilton        | Mid America Motorsports           | Dallara           | Oldsmobile Aurora | 98           |     |     |     |     |     |     |     |     | 11  |
| 24              | Jimmy Kite            | Blueprint Racing                  | G-Force           | Oldsmobile Aurora | 79           | –   | 4   | 14  | 1   | 14  | 6   | 18  | 13  | 9   |
| 25              | Juan Pablo Montoya    | Ganassi Racing                    | G-Force           | Oldsmobile Aurora | 54           | –   | –   | –   | 54  | –   | –   | –   | –   | –   |
| 26              | Doug Didero           | Mid America Motorsports           | Dallara           | Oldsmobile Aurora | 43           | 16  | 5   | 11  | –   | 3   | 8   | –   | –   | –   |
| 27              | Ronnie Johncox        | Byrd-McCormack Motorsports        | G-Force           | Oldsmobile Aurora | 33           | –   | 16  | 17  | –   | –   | –   | –   | –   | –   |
|                 | J.J. Yeley            | Byrd-McCormack Motorsports        | G-Force           | Oldsmobile Aurora | 33           | –   | –   | –   | –   | –   | –   | 13  | 15  | 5   |
| 29              | Robby Gordon          | Team Menard                       | Dallara           | Oldsmobile Aurora | 28           | –   | –   | –   | 28  | –   | –   | –   | –   | –   |
|                 | Jason Leffler         | Treadway-Vertex Cunningham Racing | G-Force           | Oldsmobile Aurora | 28           | –   | –   | 15  |     |     |     |     |     |     |
| Treadway Racing | Jason Leffler         | G-Force                           | Oldsmobile Aurora |                   | 28           |     |     | 13  | –   | –   | –   | –   | –   |     |
| 31              | Niclas Jönsson        | Blueprint Racing                  | G-Force           | Oldsmobile Aurora | 27           | 18  |     |     |     |     |     |     |     |     |
| 31              | Niclas Jönsson        | Nienhouse Motorsports             | G-Force           | Oldsmobile Aurora | 27           |     | 9   | –   | –   | –   | –   | –   | –   | –   |
| 32              | Jimmy Vasser          | Ganassi Racing                    | G-Force           | Oldsmobile Aurora | 26           | –   | –   | –   | 26  | –   | –   | –   | –   | –   |
| 33              | Stevie Reeves         | Logan Racing                      | Dallara           | Oldsmobile Aurora | 25           | –   | –   | –   | –   | –   | –   | 8   | 9   | 8   |
| 34              | Robby Unser           | Tri-Star Motorsports              | Dallara           | Oldsmobile Aurora | 19           | 6   | –   | –   | –   |     |     |     |     |     |
| 34              | Robby Unser           | Byrd-McCormack Motorsports        | Riley & Scott     | Oldsmobile Aurora | 19           |     |     |     |     | 4   | 9   | –   | –   | –   |
| 35              | Scott Harrington      | Nienhouse Motorsports             | Dallara           | Oldsmobile Aurora | 17           | –   | –   | 7   | –   | –   | –   |     |     |     |
| 35              | Scott Harrington      | Mid America Motorsports           | Dallara           | Oldsmobile Aurora | 17           |     |     |     |     |     |     | 10  | –   | –   |
| 36              | Zak Morioka           | Tri-Star Motorsports              | Dallara           | Oldsmobile Aurora | 15           | –   | –   | –   | –   | –   | –   | –   | –   | 15  |
| 37              | Raúl Boesel           | Treadway-Vertex Cunningham Racing | G-Force           | Oldsmobile Aurora | 14           | –   | –   | –   | 14  | –   | –   | –   | –   | –   |
| 38              | Steve Knapp           | Dreyer & Reinbold Racing          | G-Force           | Nissan Infiniti   | 11           | –   | –   | –   | 11  | –   | –   | –   | –   | –   |
| 39              | Bobby Regester        | Truscelli Racing                  | G-Force           | Oldsmobile Aurora | 10           | –   | 10  | –   | –   | –   | –   | –   | –   | –   |
| 40              | John Hollansworth Jr. | TeamXtreme Racing                 | G-Force           | Oldsmobile Aurora | 9            | 9   | –   | –   | –   | –   | –   | –   | –   | –   |
| 41              | Jon Herb              | Byrd-McCormack Motorsports        | G-Force           | Oldsmobile Aurora | 8            | 8   | –   | –   | –   | –   | –   | –   | –   | –   |
|                 | Johnny Unser          | Indy Regency Racing               | G-Force           | Oldsmobile Aurora | 8            | –   | –   | –   | 8   | –   | –   | –   | –   | –   |
| 43              | Stan Wattles          | Hemelgarn Racing                  | Dallara           | Oldsmobile Aurora | 7            | –   | –   | –   | 7   | –   | –   | –   | –   | –   |
|                 | Roberto Guerrero      | Team Coulson                      | G-Force           | Oldsmobile Aurora | 7            | –   | –   | –   | –   | –   | –   | –   | 7   | –   |
| 45              | Jack Miller           | Tri-Star Motorsports              | Dallara           | Oldsmobile Aurora | 6            | –   | –   | 6   | –   | –   | –   | –   | –   | –   |
| 46              | Billy Roe             | Logan Racing                      | Dallara           | Oldsmobile Aurora | 5            | –   | –   | –   | –   | 5   | –   | –   | –   | –   |
| 47              | Richie Hearn          | Pagan Racing                      | Dallara           | Oldsmobile Aurora | 3            | –   | –   | –   | 3   | –   | –   | –   | –   | –   |
| 48              | Andy Hillenburg       | Fast Track Racing                 | Dallara           | Oldsmobile Aurora | 2            | –   | –   | –   | 2   | –   | –   | –   | –   | –   |
| 49              | Lyn St. James         | Dick Simon Racing                 | G-Force           | Oldsmobile Aurora | 1            | –   | –   | –   | 1   | –   | –   | –   | –   | –   |